# Kanton Lamotte-Beuvron
Kanton Lamotte-Beuvron (francouzsky Canton de Lamotte-Beuvron) je francouzský kanton v departementu Loir-et-Cher v regionu Centre-Val de Loire. Tvoří ho sedm obcí.

## Obce kantonu
- Chaon
- Chaumont-sur-Tharonne
- Lamotte-Beuvron
- Nouan-le-Fuzelier
- Souvigny-en-Sologne
- Vouzon
- Yvoy-le-Marron